# Vito-Russo-Test
Beim Vito-Russo-Test handelt es sich um eine Kriteriensammlung zur Bewertung der LGBT-Repräsentation in Filmen. Der Test wurde von der US-amerikanischen Organisation GLAAD vorgeschlagen, die sich unter anderem für die stärkere Darstellung von LGBT-Lebenswelten in Medien einsetzt.
Der Test ist nach dem amerikanischen LGBT-Aktivisten und Filmhistoriker Vito Russo benannt und orientiert sich an dem bekannteren Bechdel-Test, der die Repräsentation von Frauenrollen in popkulturellen Geschichten untersucht.

## Fragen des Tests
Um den Vito-Russo-Test zu bestehen, muss ein popkulturelles Werk drei Kriterien erfüllen:
1. Es kommt darin mindestens eine schwule, lesbische, bisexuelle oder transgender Figur vor, die auch als solche erkennbar ist.
2. Die Rolle dieser Figur wird nicht allein oder hauptsächlich durch diese sexuellen Identität, sondern ihr werden eigenständige Charakterzüge verliehen die über ihre  sexuelle Identität hinausgehen.
3. Die Figur  muss so tief in die Hauptgeschichte eingebunden sein, dass ihr Fehlen eine signifikante Auswirkung haben würde. Diese Regel soll sicherstellen, dass die Figur nicht nur Beiwerk und Ausschmückung ist, sondern eine eigene Bedeutung hat[2].

Zum Bestehen des Tests müssen alle drei Kriterien erfüllt sein. Das Erfüllen einzelner dieser Kriterien kommt nicht dem teilweisen Erfüllen des Tests gleich, da der Test vor allem den beiläufigen oder LGBT-feindlichen Einsatz von LGBT-Figuren problematisieren soll.

## Anwendung des Tests
Auf  glaad.org wird jährlich eine Beurteilung der Filme großer Filmstudios anhand des Vito-Russo-Tests veröffentlicht. Dabei werden jedoch lediglich Filme beurteilt, in denen überhaupt LGBT-Figuren vorkommen. Dementsprechend erfüllen 23 % (2015) bis 65 % (2019) dieser Filme die Testkriterien.